# Герариды
Герариды (лат. Geraridea, в отечественной литературе отряд также иногда называют гераридеи) — вымерший отряд новокрылых насекомых с неполным превращением. Существовали в карбоне, исчезнув к его концу.

## Строение
Герариды известны по останкам из нескольких месторождений Северной Америки и Западной Европы. Отряд характеризуется удлинённой, нередко очень длинной переднеспинкой, лишённой ясных параноталий и несущей свободную, весьма подвижную голову. Тело более или менее уплощённое, средние и задние ноги бегательные, с 5-члениковыми лапками, передние иногда сильно удлинённые, явно хватательные, хотя и лишённые столь мощного вооружения, которое характерно, например, для богомоловых. Жилкование от умеренно богатого до заметно обеднённого, поперечные жилки простые, не ветвящиеся и не образующие сети. Анальная область переднего крыла примитивной формы. По крайней мере в некоторых случаях сохранялся хорошо развитый наружный яйцеклад, детали строения которого, однако, остаются неизвестными. Церки короткие.

## Биология
На хищный образ жизни герарид, помимо хватательных передних ног, указывает удлинённая переднеспинка, выносящая вперед голову (как у верблюдок). Вероятно, герариды вели открытый образ жизни, занимая в некоторой степени нишу богомолов.

## Происхождение и классификация
Происхождение герарид неизвестно. Детали их строения не указывают на явственные связи с другими отрядами Polyneoptera, в связи с чем для них был предложен особый надотряд, тогда как ранее они включались в Eoblattodea, Protorthoptera или Paraplecoptera.
Обычно выделяют 7 семейств герарид, но следует заметить, что современная изученность отряда явно недостаточна для построения более или менее обоснованной системы. Кроме того, ведется дискуссия о включение в отряд некоторых родов неясного систематического положения: Gyrophlebia, Danielsiella, Miamia и др.